# Ivano Comi
Ivano Comi (Como, 1º marzo 1953 – Cantù, 11 febbraio 2018) è stato uno scrittore italiano, autore di manuali sui coltelli e di testi sul dandismo.

## La collezione di armi bianche
Collezionista di armi bianche di cui detiene una raccolta considerata da alcune riviste, come  "Il Piacere", (marzo 1990) tra le maggiori del genere in Italia e in Europa, nei suoi manuali e libri sui coltelli vengono descritti in particolare quelli forgiati con lame in acciaio damasco, e armi bianche fabbricate da artigiani che creano pezzi unici. Questa collezione viene esposta nel 1991 nel prestigioso museo della Torre di Londra.
Per Hoepli, compila un dizionario ragionato e alfabetico su le armi bianche. 
La lettura di Scienza e mistica del damasco contemporaneo, che contiene, tra l'altro, la sua collezione di coltelli riprodotta su carte ripiegate, a dimensioni reali, influenza anche un gruppo di artigiani della provincia di Brescia, tra cui Dario Quartini che, in collaborazione anche col Comune di Ome, riescono a mettere di nuovo in funzione un antico maglio del 1430, appartenuto alla famiglia Averoldi, per forgiare lame al damasco. Il Comune ha allestito anche un attiguo museo d'armi, ed il maglio è tenuto tuttora in attività da questi provetti artigiani..

## Dalla poesia al dandismo
Seguono due libri di poesie: La stagione dell'incertezza, poesie del lago di Como, con prefazione di Gabriele Mandel, e L'apprendistato dello stregone.
Conversevole week end sull'eleganza maschile, è il primo libro di una serie sul dandismo, dove la sua idea
di eleganza intenderebbe estendersi oltre l'apparenza esteriore, per esprimere anche un modo di concepire la propria esistenza, un'eleganza del vivere che sia forma e sostanza.
Nel Breve scritto sull'ippocampo Hippocampus hippocampus, meglio conosciuto come cavalluccio marino, viene per la prima volta ripercorsa la storia del cavalluccio attraverso la wunderkammer cinquecentesca, ossia inteso come oggetto di meraviglia, collezionato da nobili o studiosi come naturalia e conservato in queste wunderkammern o camere delle meraviglie, che possiamo considerare le antenate dei nostri musei. È anche la prima pubblicazione che offre un'iconografia cronologica dettagliata di come il cavalluccio marino venisse rappresentato in questa foggia, ed anche in libri di viaggio, in erbari, in trattati di farmacopea, in libri di argomento zoologico, ecc. attraverso i secoli.

## Il dandismo
In seguito riprende l'argomento dell'eleganza esistenziale a tutto campo, con l'uscita di: Universo figurato di un dandy e: Il periglioso osare dell'ineffabile, dieci fazzoletti per un dandy. Da Universo Figurato in poi inizierà la sua decennale collaborazione con Massimiliano Mocchia di Coggiola, ora prefatore, ora illustratore per molti dei suoi libri.
Con George Bryan Brummell , una biografia del più famoso dandy della storia, noto anche come Beau Brummell  Comi cerca di trasmettere il senso di una vita vissuta alla ricerca di un'armonia dell'estetica.
Questa biografia aggiunge novità, rispetto a ciò che è già stato scritto su Brummell, sia nella parte documentale, riproducendo l'atto di decesso che si credeva perduto, sia nella parte saggistica dove l'autore cerca di mettere a frutto anni di ricerca sul soggetto.
Seguono poi Il dandy e il blu, nel 2008, quindi Un dandy in rima, e In morte di un dandy, nell'anno successivo. In Breve riflessione sul dandy e sul samurai. Ne La crestomazia al servizio della verità Comi traccia un parallelo tra il Dandy e il Samurai,
Ne Il crepuscolo del dandy e la decostruzione del suo falso mito, attua invece una rivisitazione del dandismo. Riproduce, inoltre, su quattro tavole ripiegate, un elemento enciclopedico inedito: i frontespizi di tutti i libri scritti su Brummell nel mondo, in tutte le lingue, in prima edizione e, ove uscita, anche in seconda edizione.
Per “Apologia del duello” di Marcel Boulanger, romanziere e giornalista del Figaro, medaglia di bronzo nel fioretto alle olimpiadi del 1900, tradotto per la prima volta in italiano e pubblicato nel 2017 a cura di Alex Pietrogiacomi, StileMaschile Edizioni, Comi scrive la prefazione.

## Morte
Muore a Cantù l'11 febbraio 2018. Le ceneri sono tumulate nel comune di Bellagio presso il piccolo cimitero di Civenna, frazione dove Comi risiedeva.

## Opere
- Armi bianche corte contemporanee a lama fissa e a lama mobile, guida ai componenti strutturali, Milano, Editore Ulrico Hoepli, 1992. ISBN 9788820320010
- Scienza e mistica del damasco contemporaneo, Lecco, IC Editore, 1994.
- Acciaio damasco: la tradizione orale nella pratica di forgia, Milano, Editore Ulrico Hoepli, 1996.  ISBN 9788820322977
- La stagione dell'incertezza, poesie del lago di Como, Lecco, casa editrice Stefanoni, 1998.ISBN 9788874580934
- L'apprendistato dello stregone, Lecco, IC Editore, 1999.
- Alfabeto lapidario dell'uomo elegante, London, U.K. publishers, 1999.
- Conversevole week-end sull'eleganza maschile, Editrice Dominioni, 2000. ISBN 9788888429687
- Breve scritto sull'ippocampo, Milano, Editore Ulrico Hoepli, 2003.ISBN 9788820331429
- Universo figurato di un dandy, Lecco, casa editrice Stefanoni, 2004.ISBN 9788888429045
- Il periglioso osare nell'ineffabile, dieci fazzoletti per un dandy, s.l. (Lecco), casa editrice Stefanoni, 2005.ISBN 9788887867787
- George Bryan Brummell, Lecco, casa editrice Stefanoni, 2008.ISBN 9788887867848
- Il dandy e il blu, Lecco, casa editrice Stefanoni, 2008.ISBN 9788887867824
- Un dandy in rima, Lecco, casa editrice Stefanoni, 2009.ISBN 9788862490306
- In morte di un dandy, Lecco, casa editrice Stefanoni, 2009.
- Pensami con leggerezza, Lecco, casa editrice Stefanoni, 2009.
- Breve riflessione sul dandy e sul samurai. La crestomazia al servizio della verità, Lecco, casa editrice Stefanoni, 2014.ISBN 9788862490504
- Memorie incompiute di un esteta, Lecco, casa editrice Stefanoni, 2015.
- Diario notturno di un innamorato, elegia e distopia di una passione, Lecco, IC Editore, 2016 ISBN 9786009902361
- Contrattempi d'Impuntualità, Lecco, IC Editore, 2016 ISBN 9786009902354
- Il crepuscolo del dandy e la decostruzione del suo falso mito. Lecco, IC Editore, 2016, in tiratura limitata, reperibile presso la Libreria Hoepli. ISBN 9786009900237